# 新山愛里
新山 愛里（にいやま あいり、1980年9月19日 -）は、日本の元AV女優、ストリッパー。

## 略歴
- 2000年5月に『作家 "皇甫民警"の予感（작가 "황보민경"의 예감）』で韓国にてAVデビュー。
- 2000年7月に『電脳コスプレドール』で日本でもデビュー。
- 2001年9月16日浅草ロック座にてストリッパーとしても活躍を始める。
- 現在はAV女優を引退しストリッパー業に専念している。

## 出演

### アダルトビデオ
2000年
- 作家 "皇甫民警"の予感（작가 "황보민경"의 예감)（5月10日、YooHo-Production、韓国）
- 電脳コスプレドール（7月28日、アトラス）
- ラブ・アニバーサリー（8月24日、アトラス）

2001年
- ラブリーエンジェル（1月30日、VINL）
- 放課後NURE2倶楽部（3月27日、VINL）
- 新・妹の下着 (25)（4月24日、VINL）
- 真・コスプレ補完計画 アイリ、襲来（10月25日、シェール）
- 変態志願（11月28日、クリスタル映像）
- 妹じゃないもん（12月20日、クリスタル映像）

2002年
- デジタルモザイク Vol.001（3月1日、MOODYZ）
- 温泉でイこう! 2（4月1日、MOODYZ）
- 妹あいり（5月1日、MOODYZ）
- いじめっ娘。（6月15日、MOODYZ）
- 新・女教師スペシャル（6月27日、VOGUE）
- オナニーのお手伝いしてあげる（8月17日、SODクリエイト）[1]
- 新任女教師 恥辱の課外授業（9月20日、SODクリエイト）
- 顔射スローモーション（10月15日、MOODYZ） ※総集編
- 超高級ソープ嬢（10月19日、SODクリエイト）
- 絶頂クライマックス（11月1日、MOODYZ） ※総集編
- Back! Hip! Fuck!（11月15日、MOODYZ） ※総集編
- 和の誘い（12月15日、MOODYZ） ※総集編

2003年
- 爆乳ロデオドライブ（2月15日、MOODYZ）※総集編
- オナニーのお手伝いしてあげる（2月21日、SODクリエイト）
- 新任女教師 恥辱の課外授業（3月21日、SODクリエイト）
- 白衣の生贄 ⑥（3月28日、シネマジック）
- MOODYZ 女優コレクション 3（5月1日、MOODYZ） ※総集編
- Remix of 新山愛里 魅惑のロリータアイドル新山愛里 誘惑のベストセレクション（5月3日、SODクリエイト） ※総集編
- ブルマ・体操服・スクール水着（5月15日、MOODYZ）
- ドリームウーマンVOL.15（6月1日、MOODYZ）
- フェラチオ BEST2（7月1日、MOODYZ） ※総集編
- ロリータBEST（7月15日、MOODYZ） ※総集編
- 淫語! 淫語! 淫語!（8月15日、MOODYZ） ※総集編
- インモラル天使（9月12日、シネマジック）
- ロリ系美乳 乙女の黒人とセックス（10月15日、MOODYZ）
- フェラチオデジタルモザイク 11連発!（11月1日、MOODYZ） ※総集編
- アメリカン★ハードコア4（12月15日、MOODYZ）
- クンニエクスタシー（12月15日、MOODYZ） ※総集編

2004年
- 女子校生4時間（1月1日、MOODYZ）※総集編
- すけべな女SP 2 牝10匹の淫乱ストーリー［第二章］（1月9日、隼エージェンシー）
- デジタルモザイク BEST（2月15日、MOODYZ） ※総集編
- 美少女ごっくんBEST（8月1日、MOODYZ） ※総集編
- 黒人とセックスBEST（9月1日、MOODYZ） ※総集編
- ドリームウーマンBEST3（12月1日、MOODYZ） ※総集編

2005年
- アニメ声・アニメコスプレBEST（2005年4月1日、MOODYZ）※総集編

### アダルトDVD
2001年
- Lovely（3月30日、Tiara）
- The idol（6月15日、VINL）
- [R]（7月20日、VIP）
- AV2001 Vol.1（7月20日、アルール） ※総集編

2002年
- Double UNiTED（3月15日、クリスタル映像）
- Angel（7月8日、アイデアポケット）
- せ・ん・せ・い ②（10月21日、V&Rプランニング）
- SUPER制服大図鑑 4時間DX（10月25日、アルール） ※総集編

2003年
- CHER BEST SELECTION ⑦（1月24日、シェール） ※総集編
- VIP GOLD DISC（2月21日、VIP） ※総集編
- Remix of 新山愛里（5月3日、SODクリエイト）　※総集編
- 潮吹き女優 BEST10（5月23日、アルール） ※総集編
- 極・本番（7月18日、GLAY'z）
- お尻痴女かアナル奴隷 ②（9月19日、SODクリエイト）
- 蛇縛の監禁ナース（10月8日、アタッカーズ）
- ロリ系美乳乙女の黒人とセックス（10月15日、MOODYZ）
- MOODYZ3周年記念作品集（11月1日、MOODYZ） ※総集編
- ロ○ータBEST（11月20日、MAT）
- Oasis THE BEST（11月28日、クリスタル映像） ※総集編
- NO.1 美女軍団 -銀行強盗-（12月4日、アイエナジー）
- 白衣の生贄（12月19日、コレクト）

2004年
- 女子高生4時間（1月1日、MOODYZ） ※総集編
- NO.1美女軍団 -女教師中出し輪姦伝説-（1月8日、アイエナジー）
- Angel女子校生セレクション（1月8日、アイデアポケット）
- デジタルモザイクBEST（2月15日、MOODYZ） ※総集編
- THE 妹 FUCKER 4時間（7月16日、アルール） ※総集編
- Neo MINX 最終章 〜後編〜（8月6日）
- SPA抜き女優100人（12月21日、K-NETWORK） ※総集編

2005年
- 女教師 ザ・ファイナル（3月21日）
- 舌上ハリガタ遊び（6月4日、ワープエンタテインメント）
- LEGSXHIPS VER.03（6月4日、ワープエンタテインメント）
- ロリっ娘いじり（6月4日、ワープエンタテインメント）

2006年
- レイプ Foreverコレクション 4時間SPECIAL（4月14日） ※総集編
- SUPERエロエロ大図鑑 3枚組12時間99人 SEXしっぱなし♪（4月28日） ※総集編
- FACE 57 新山愛里　（アウダースジャパン）

### テレビ番組
- Peach-Pit 桃のたね（MONDO TV）

### 写真集
- Sugar Lips──唇の甘い罠（2001年8月）エム・ウェーブ刊
- Oily girl（2003年6月）雄出版刊